# Macruromys major
Il ratto dai denti piccoli maggiore (Macruromys major  Rümmler, 1935) è un roditore della famiglia dei Muridi endemico della Nuova Guinea.

## Descrizione
Roditore di grandi dimensioni, con la lunghezza della testa e del corpo tra 225 e 263 mm, la lunghezza della coda tra 314 e 340 mm, la lunghezza del piede tra 52,7 e 60 mm, la lunghezza delle orecchie tra 13 e 19 mm e un peso fino a 350 g.

Il colore delle parti dorsali è grigio, con le punte dei singoli peli più lucide. Le parti ventrali sono biancastre. I piedi sono lunghi e sottili, color marrone scuro. Le mani e le dita sono bianche. Gli artigli sono fortemente curvati. La coda è molto più lunga della testa e del corpo ed i suoi 2/3 terminali sono bianchi. Ci sono 8 anelli di scaglie per centimetro, ognuna corredata da tre peli.

## Biologia

### Comportamento
È una specie terricola. Si trova frequentemente lungo corsi d'acqua e fiumi. Vivono in tane nel sottobosco forestale. Potrebbe essere intollerante al degrado del proprio habitat.

## Distribuzione e habitat
Questa specie è diffusa nella cordigliera centrale della Nuova Guinea. Sembra sia stata molto più comune durante l'Olocene.
Vive nelle foreste tropicali medio-montane tra 660 e 1.900 metri di altitudine, sebbene sia più frequente tra 1.200 e 1.550 metri.

## Conservazione
La IUCN Red List, considerato l'areale esteso e la popolazione stabile, sebbene naturalmente scarsa e confinata ad altitudini elevate, classifica M.major come specie a rischio minimo (Least Concern).